# Eric Linhart
Eric Linhart (* 19. März 1976 in Mannheim) ist ein deutscher Politikwissenschaftler, der seit 2015 als Professor den Arbeitsbereich „Politische Systeme“ am Institut für Politikwissenschaft der Technischen Universität Chemnitz vertritt.

## Akademischer Werdegang
Linhart begann 1997 ein Studium der Politikwissenschaft und Mathematik (Lehramt an Gymnasien) an der Universität Mannheim, das er 2002 mit dem 1. Staatsexamen abschloss. 2006 promovierte er bei Franz Urban Pappi an der Sozialwissenschaftlichen Fakultät der Universität Mannheim und leitete am Mannheimer Zentrum für Europäische Sozialforschung Projekte zur Koalitionstheorie. 2007 wechselte Linhart an die Christian-Albrechts-Universität zu Kiel, wo er den Ruf auf eine Juniorprofessur für Angewandte Politische Ökonomie annahm. 2015 wurde er an der Wirtschafts- und Sozialwissenschaftlichen Fakultät der Universität Kiel habilitiert. Zwischenzeitlich vertrat er Professuren für Vergleichende Regierungslehre (an der Universität Kiel) und für das Politische System der Bundesrepublik Deutschland (an der Universität Göttingen). Nach einer kurzen Station an der Ruprecht-Karls-Universität Heidelberg, wo er für Analytische Politische Ökonomie zuständig war, wechselte er 2015 an die Technische Universität Chemnitz. Dort hat er seitdem die Professur für Politische Systeme inne.
Linhart war von 2010 bis 2016 einer von drei Sprechern des Arbeitskreises Handlungs- und Entscheidungstheorie der Deutschen Vereinigung für Politikwissenschaft. Er war mehrfach Fellow am Hanse-Wissenschaftskolleg in Delmenhorst. Von 2016 bis 2020 war er Studiendekan an der Philosophischen Fakultät der TU Chemnitz, seit 2022 ist er Dekan. Zudem ist er seit 2020 Chefredakteur der politikwissenschaftlichen Fachzeitschrift Politische Vierteljahresschrift.

## Forschung
Linhart gilt als Vertreter der empirisch-analytischen Politikwissenschaft, wobei er formale Modelle und quantitative Methoden häufiger nutzt als qualitative. Während er sich in seiner Dissertation noch mit internationalen Verhandlungssystemen beschäftigte – also im Bereich der Internationalen Beziehungen forschte – wandte er sich im Anschluss überwiegend Themen der politischen Systemlehre und der Vergleichenden Politikwissenschaft zu. Hierbei stehen insbesondere Wahlen und Wahlsysteme, Parteien und Koalitionen im Zentrum seiner Forschung.

## Veröffentlichungen (Auswahl)
- Linhart, Eric, Johannes Raabe und Patrick Statsch (2019): Mixed-member proportional electoral systems – the best of both worlds? Journal of Elections, Public Opinion and Parties 29(1): 21–40.
- Raabe, Johannes und Eric Linhart (2018): Which electoral systems succeed at providing proportionality and concentration? Promising designs and risky tools, European Political Science Review 10(2): 167–190.
- Linhart, Eric, Marc Debus und Bernhard Kittel, Hrsg. (2017): Jahrbuch für Handlungs- und Entscheidungstheorie, Band 10. Wiesbaden, Springer VS.
- Raabe, Johannes und Eric Linhart (2015): Does substance matter? A model of qualitative portfolio allocation and application to German state governments between 1990 and 2010, Party Politics 21(3): 481–492.
- Shikano, Susumu und Eric Linhart (2010): Coalition-formation as a result of policy and office motivations in the German federal states: An empirical estimate of the weighting parameters of both motivations, Party Politics 16(1): 111–130.
- Linhart, Eric und Susumu Shikano (2009): A basic tool set for a generalized directional model, Public Choice 140(1–2): 85–104.
- Henning, Christian H.C.A., Eric Linhart und Susumu Shikano, Hrsg. (2009): Parteienwettbewerb, Wählerverhalten und Koalitionsbildung. Baden-Baden, Nomos.
- Linhart, Eric und Franz U. Pappi (2009): Koalitionsbildungen zwischen Ämter- und Politikmotivation. Konstruktion einer interdependenten Nutzenfunktion, Politische Vierteljahresschrift 50(1): 23–49.
- Linhart, Eric, Franz U. Pappi und Ralf Schmitt (2008): Die proportionale Ministerienaufteilung in deutschen Koalitionsregierungen: Akzeptierte Norm oder das Ausnutzen strategischer Vorteile?, Politische Vierteljahresschrift 49(1): 46–67.
- Linhart, Eric (2007): Rationales Wählen als Reaktion auf Koalitionssignale am Beispiel der Bundestagswahl 2005, Politische Vierteljahresschrift 48(3): 461–484.